# Eddy Merckx
Édouard Louis Joseph Merckx, Baron Merckx (17 de junho de 1945, Meensel-Kiezegem, Bélgica), conhecido como Eddy Merckx  é um ex-ciclista belga. Merckx é considerado por muitos como o maior ciclista de todos os tempos.
Sua carreira de ciclista começa em 1961, e ela ganha seu primeiro título importante em 5 de setembro de 1964 em Sallanches: campeão mundial amador. Em 1965, Merckx torna-se profissional.
Eddy Merckx possui a mais impressionante lista de títulos do ciclismo mundial: obteve 525 vitórias ao longo de sua carreira, e seu apetite voraz de vitórias lhe valeu o apelido de Canibal. Merckx ganha o Giro d'Itália e o Tour de France, cinco vezes cada, e uma vez a Vuelta a España. No Tour de France, obteve 34 vitórias de etapa e vestiu a camisa amarela (maillot jaune) durante um total de 96 dias. Em 1969, Merckx terminou o Tour com as camisetas amarela, verde e "às pintas" (montanha). Obteve o recorde mundial da hora em 25 de outubro de 1972 no México com 49,431 km.
Eddy Merckx é considerado o maior atleta belga de todos os tempos. É o único atleta belga a ter sido nominado atleta mundial do ano, e isso três vezes: em 1969, 1971 e 1974. Para a Federação belga de Ciclismo, é o ciclista belga do século. Eddy Merckx retirou-se das competições em maio de 1978. Seu filho Axel escolheu a mesma profissão do pai.
Atualmente, o « Grand Prix Eddy Merckx » é uma corrida contra o relógio - um circuito de 60 quilômetros em torno de Bruxelas – que atrai cada ano, no início de setembro, as grandes estrelas do ciclismo.
Eddy Merckx é atualmente um empresário de sucesso como fabricante de bicicletas (https://web.archive.org/web/20170627152032/http://www.eddymerckx.be/) e comentarista esportivo de ciclismo. Quando perguntado que conselho daria a ciclistas jovens que desejam ser profissionais, disse: "Pedalem bastante".

## Vitórias
- Tour de France: 1969, 1970, 1971, 1972, 1974
- Giro d'Italia: 1968, 1970, 1972, 1973, 1974 (com 25 vitórias de etapa)
- Vuelta a España: 1973
- Campeão do Mundo (4): 1964 (amador) – 1967, 1971, 1974
- Campeão da Europa em Pista (4): 1970, 1974, 1975, 1978
- Campeão da Bélgica em estrada: 1970
- Campeão da Bélgica em pista (7): 1963, 1964, 1965, 1966, 1968, 1975, 1976
- Laureado do Super Prestige Pernod (7): 1969, 1970, 1971, 1972, 1973, 1974, 1975
- Laureado do Challenge GAN (3): 1973, 1974, 1975
- Grande prêmio de nações (Grand prix des Nations): 1973
- 29 corridas importantes, entre as quais 7 vezes Milão-Sanremo, 5 vezes Liège-Bastogne-Liège, 3 vezes Paris-Roubaix e 2 vezes o Tour des Flandres (faltam à sua coleção de vitórias Bordéus-Paris e Paris-Tours)

### Palmares
1964
 Campeão do mundo amador de ciclismo estrada
1965
Six Days of Ghent (com Patrick Sercu)
1966 (Time Peugeot-BP)
Milão-Sanremo
Trofeo Baracchi, com Ferdinand Bracke
Campeonato da Flandres
Tour de Morbihan
1967 (Time Peugeot-BP)
 Campeonato do mundo UCI
Milão-Sanremo
La Flèche Wallonne
Gent-Wevelgem
Trofeo Baracchi, com Ferdi Bracke
2 etapas, Giro d'Italia
Critérium des As
Six Days of Ghent (com Patrick Sercu)
1968 (Time Faema)
Giro d'Italia
 Classificação geral
 Rei da montanha
 Classificação por pontos
4 etapas
Paris-Roubaix
Tour de Romandie
Volta à Catalunha
Tre Valli Varesine
Giro di Sardegna
Gran Premio di Lugano
A travers Lausanne
1969 (Time Faema)
Tour de France
 Classificação geral
Classificação de montanha
 Classificações por pontos
 Prêmio combatividade
6 etapas
4 etapas, Giro d'Italia
Milão-Sanremo
Volta à Flandres
Liège-Bastogne-Liège
Paris-Luxembourg
Paris-Nice, including
4 etapas
Super Prestige Pernod International
1970 (Time Faema-Faemino)
Tour de France
 Classificação geral
Classificação de montanha
 Prêmio combatividade
8 etapas
Giro d'Italia
 Classificação geral
3 etapas
Paris-Roubaix
La Flèche Wallonne
Gent-Wevelgem
Paris-Nice
Volta à Bélgica
Critérium des As
Super Prestige Pernod International
1971 (Time Molteni)
Tour de France
 Classificação geral
 Classificação por pontos
4 etapas
 Campeonato do mundo
Milão-Sanremo
Liège-Bastogne-Liège
Giro di Lombardia
Eschborn–Frankfurt
Omloop "Het Volk"
Paris-Nice
Critérium du Dauphiné Libéré
Grande Prémio do Midi Libre
Volta à Bélgica
Giro di Sardegna
Super Prestige Pernod International
1972 (Time Molteni)
Tour de France
 Classificação geral
 Classificação por pontos
6 etapas
Giro d'Italia
 Classificação geral
4 etapas
Record hora - 49.431 km
Milão-Sanremo
Liège–Bastogne–Liège
Giro di Lombardia
La Flèche Wallonne
Giro dell'Emilia
Giro del Piemonte
Scheldeprijs
Trofeo Baracchi, com Roger Swerts
Super Prestige Pernod International
1973 (Time Molteni)
Giro d'Italia
 Classificação geral
 Classificação pontos
6 etapas
Vuelta a España
 Classificação geral
 Classificação por pontos
 Classificação combinada
Classificação sprints
6 etapas
Paris-Roubaix
Liège–Bastogne–Liège
Amstel Gold Race
Gent-Wevelgem
Grande Prêmio das Nações
Omloop "Het Volk"
Paris-Bruxelas
Giro di Sardegna
GP Fourmies
Super Prestige Pernod Trophy
1974 (Time Molteni)
Tour de France
 Classificação geral
 Prêmio combatividade
8 etapas
Giro d'Italia
 Classificação geral
2 etapas
 Campeonato mundial
Tour de Suisse, incluindo
Classificação pontos
Rei das montanhas
3 etapas
Critérium des As
Super Prestige Pernod Trophy
1975 (Team Molteni)
Milão-Sanremo
Volta à Flandres
Liège–Bastogne–Liège
Amstel Gold Race
Semana Catalã
2 etapas, Tour de France
1 etapa, Tour de Suisse
Giro di Sardegna
Super Prestige Pernod Trophy
Six Days of Ghent (com Patrick Sercu)
1976 (Team Molteni)
Milão-Sanremo
Semana Catalã
1977 (Team Fiat)
1 etapa, Tour de Suisse
Tour Méditerranéen
Six Days of Munich (with Patrick Sercu)
Six Days of Zürich (with Patrick Sercu)
Six Days of Ghent (with Patrick Sercu)